# Monte Carmo
Der Monte Carmo ist ein 1641 Meter hoher Berg des Ligurischen Apennins. Er befindet sich auf dem Treffpunkt dreier italienischer Regionen: Ligurien, Piemont und Emilia-Romagna. Der Berg gehört zu der Berggruppe des Monte Antola und liegt zwischen dem Val Borbera, Val Trebbia, Val Boreca und dem Valle Terenzone.
Zu erreichen ist der Gipfel am einfachsten über einen Wanderweg, der von der Siedlung Capanne di Carrega, welche zu Carrega Ligure gehört, zum Gipfelkreuz des Monte Carmo führt.
Vom Gipfel sind die nahegelegenen Gipfel des Monte Antola und des Monte Alfeo auszumachen. In östlicher Richtung hat man einen Blick auf den Monte Penna, Monte Tomarlo und den Monte Maggiorasca.

## Die lombardische Salzstraße
Der Monte Carmo war eine Etappe der Lombardischen Salzstraße. Diese führte von Pavia durch das Valle Staffora zum Monte Bogleglio und von dort über den Grat, zwischen dem Val Boreca und dem Val Borbera, zum Monte Antola. Über Torriglia erreichte die Straße schließlich die ligurische Hafenstadt Genua.